# 그레타르 스테인손
그레타르 라픈 스테인손(Grétar Rafn Steinsson, 1982년 1월 9일 ~ )은 키 189cm의 아이슬란드 출신의 전 축구 선수이다. 현역 시절 포지션은 수비수였다.